# Ahmad Mnajed
Ahmad Mnajed Abbas (arabe : أحمد مناجد) (né le 13 décembre 1981 à Kirkouk en Irak) est un footballeur international irakien, qui évolue au poste d'attaquant.

## Biographie

### Carrière en sélection
Avec l'équipe d'Irak, il joue 37 matchs (pour 9 buts inscrits) entre 2001 et 2010. 
Il figure dans le groupe des sélectionnés lors des coupes d'Asie des nations de 2004 et de 2007. Il atteint les quarts de finale en 2004 et remporte l'édition en 2007.
Il participe également aux Jeux olympiques de 2004. Il joue deux matchs lors du tournoi olympique organisé en Grèce.
Il joue enfin quatre matchs comptant pour les éliminatoires des coupes du monde 2006 et 2010 et prend part à la Coupe du monde des moins de 20 ans 2001 organisée en Argentine.

## Palmarès
Avec l'Irak, il remporte la Coupe d'Asie des nations en 2007 en battant l'Arabie Saoudite en finale. 